# 六日間の戦役
六日間の戦役（フランス語: Campagne des Six-Jours）は第六次対仏大同盟戦争中の1814年2月10日から2月15日にかけて、同盟軍がパリに迫る中ナポレオン・ボナパルトの軍勢が勝利した最後の戦役だった。
六日間の戦役において、ナポレオンはゲプハルト・レベレヒト・フォン・ブリュッヘルのシュレージエン軍を4度撃破した（シャンポベールの戦い、モンミライユの戦い、シャトー＝ティエリの戦い、ヴォーシャンの戦い）。ナポレオンは軍勢3万でブリュッヘルの軍勢5万から5万6千に17,750人の損害を与えた。
しかし、シュヴァルツェンベルク公カール・フィリップ率いるボヘミア軍がパリに迫ってきたためナポレオンはブリュッヘル軍への追撃を諦めざるを得ず、ブリュッヘル軍が大損害を受けつつも援軍の到着で回復することを許した。その結果、ヴォーシャンの敗北から5日後にはシュレージエン軍が再び攻勢に出た。

## 戦争の情勢
第六次対仏大同盟戦争において、フランス軍は1814年初までにドイツ（1813年ドイツ戦役）でもスペイン（半島戦争）でも敗退、北東と南西からフランス本土への侵攻をすぐにでも受けるようになった。
北東の戦線では同盟軍が3つの部隊に分けてフランスへの侵攻を準備したが、六日間の戦役までにフランス国境を越えたのは下記の2部隊だけだった。
- ボヘミア軍 - 20万人[2]から21万人[6]で、オーストリア、ロシア、バイエルン、ヴュルテンベルク兵で構成された。指揮官はシュヴァルツェンベルク公カール・フィリップ（英語版）であり、スイス領を（各カントンの中立を違反して）通過、1813年12月20日にバーゼルとシャフハウゼンの間でライン川を渡った[6]。
- シュレージエン軍 - 5万人から5万6千人で[2][1][3]、プロイセン、ロシア兵で構成された。指揮官はゲプハルト・レベレヒト・フォン・ブリュッヘルで、1814年1月1日にラシュタットとコブレンツの間でライン川を渡った[6]。

同時期にはウェリントン公爵がピレネー山脈を越えて南西から侵攻してきた。ナポレオンはフランス南西部の守備にニコラ＝ジャン・ド・デュ・スールト元帥とルイ＝ガブリエル・スーシェ元帥を残し、自身は北東部の守備を指揮した。
ナポレオンの軍勢は約20万人だったが、うち10万以上はスペインとの国境でウェリントン公爵と対峙しており、さらに2万以上がアルプス山脈の通り道を監視していた。そのため、東部と北東部国境の守備に使えるのは8万人以下であったが、以前のドイツ戦役などと違い、自国領であるため食料と連絡線の確保は容易だった。

## 六日間の戦役まで
1月から2月の1週間目まではフランス北東部での戦闘に決着がつかなかった。1月29日のブリエンヌの戦いではナポレオンがブリュッヘルの基地を奇襲して、あと少しでブリュッヘルを捕虜にできたが、ブリュッヘルは翌朝に数マイル東、バール＝シュル＝オーブの隘路を見張ることができる強固な陣地に撤退した。ブリュッヘルはそこでオーストリア軍の前衛と合流した後、後ろの通路が詰まっていて撤退が無理なことを鑑みて会戦を選択した。2月2日の正午頃、ナポレオンが攻撃を仕掛けたことがラ・ロティエールの戦いの幕開けとなった。天気がひどく、地面も進みにくかったためフランス軍の主力である大砲はほとんど使えず、さらに雪が度々吹き荒れたため多くの縦隊が方向感覚を失い、コサック部隊の猛攻を受けた。戦闘の損害自体はフランス軍より同盟軍のほうが上だったが、ナポレオンはレスモン、続いてトロワに撤退、オーギュスト・ド・マルモンを敵軍の監視に残した。
道路の状態がひどく、またシュヴァルツェンベルクの参謀本部が不活発のままなこともあり、追撃はなされなかった。しかし、ブリュッヘルは4日にこの不活発さに苛立ち、所属国プロイセンの国王フリードリヒ・ヴィルヘルム3世の許可を得てマルヌ川に移動した。ペーター・ルートヴィヒ・フォン・デア・パーレンのコサック部隊がブリュッヘル軍の左翼の守備とオーストリア軍との連絡役としてつけられた。
パーレンの援護で安全と考えたブリュッヘルはヴィトリからマルヌ川沿いの道を進軍、各縦隊は悪天候もあって食料調達と雨宿りがしやすいよう分散して進軍した。ブリュッヘル自身は2月7日/8日の夜には偵察部隊に近くなるよう左翼にあたるセザンヌにいた。残りの軍勢はエペルネー、モンミライユ、エトージュに分散しており、援軍は進軍の最中でヴィトリ近くにいた。
その夜、ブリュッヘルの参謀本部は再び奇襲を受け、さらにナポレオン自身率いるフランス本軍が全速前進して、分散していたブリュッヘル軍を攻撃しようとしていた。しかも、パーレンのコサック部隊が48時間前に撤退したため、ブリュッヘル軍の左翼はがら空きだった。ブリュッヘルはエトージュに撤退して各分遣隊を結集させようとした。

## 戦役
しかし、ナポレオンの進軍はブリュッヘルが行動するには速すぎた。ナポレオンは2月10日のシャンポベールの戦いでザハール・ドミトリエヴィチ・オルスーフィエフ率いるロシア第9軍を撃滅、自軍の200人の損害でロシア軍に4千人の損害を与えた上にオルスーフィエフ自身を捕虜にした。
これによりフランス軍はブリュッヘルの後衛と本軍の間に割り入った。ナポレオンは続いて後衛を攻撃、2月11日のモンミライユの戦いでルートヴィヒ・ヨルク・フォン・ヴァルテンブルクとファビアン・ゴットリープ・フォン・デア・オステン＝ザッケンを撃破、自軍の2千人の損害で同盟軍に4千人の損害を与えた。ナポレオンは翌日のシャトー＝ティエリの戦いで2人を再び撃破した。フランス軍の損害は約600人でプロイセン軍の損害は1,250人、ロシア軍の損害は1,500人、さらに同盟軍が大砲9門を失った。
ナポレオンはさらにシュレージエン軍の本軍に打撃を与えた。2月14日、エトージュ近くで生起したヴォーシャンの戦いはブリュッヘルが敗北、ヴェルテュまで追撃を受ける結果となり、プロイセン軍が7千人と大砲16門を失ったのに対し、フランス軍の損害は600人に留まった。
これらの大敗北によりシュレージエン軍全軍が撤退を余儀なくされ、ナポレオンはエドゥアール・モルティエ元帥とマルモン元帥に追撃を命じた後トロワに急行した。

## 評価
デイヴィット・ザベッキ（David Zabecki）は自身の著作Germany at Warで下記のように述べた。
後世の論評者たちはナポレオンがこの戦役で予期せぬ、並外れた結果を出したと述べた。例えば、敵軍を約2万人撃滅したことで、敵軍の人数を半分近くに減らした。ナポレオンの軍勢は敵に数で勝たれていたため、ナポレオンはそれまでの勝利のように力づくで攻めるのではなく、慎重で戦術的な行軍で戦った。

しかし、戦役は同盟軍を集結させ、その内部不和を終わらせる一助となった。

マイケル・レッジエール（Michael Leggiere）は自身の著作Blücher: Scourge of Napoleonでヨハン・ネポムク・フォン・ノシュティッツ＝リーネックの言葉を引用して、この戦役がナポレオンの「実戦指揮官としての才能を敵の5部隊を1つずつ撃破することで示した」と述べた。しかし、ナポレオンがブリュッヘル軍を全滅できず、その残存部隊をドイツに追い返せなかったことで、彼は同盟軍の条件を飲まずに講和を迫る唯一の機会を失ったのだった。

## その後
ナポレオンがその後もシュヴァルツェンベルクとブリュッヘルの軍勢を撃破し続けたことで、同盟軍は戦役が6週間続いた後も全然成果を得られなかった。同盟軍の将軍たちはまだ自軍を集結させてナポレオンを会戦に引きずり出そうとする望みを捨てなかったが、3月20日のアルスィ＝シュル＝オーブの戦いがオーストリア軍8万対フランス軍2万8千だったように、人数差が絶望的だったためナポレオンは戦術を変更した。このとき、ナポレオンには2つの選択肢があり、1つはパリに撤退して、同盟軍が講和に応じるのを期待することだったが、これは彼自身率いるフランス軍からパリを奪取することが極めて困難で時間がかかることが理由である。もう1つはロシアが2年前にモスクワを放棄したように、パリを放棄することだった。最終的に彼は後者を選んでサン＝ディジエに撤退、続いて駐留軍を集結させて、全国に侵略者への抵抗を呼び掛け、その連絡線を攻撃しようとした。
同盟軍がナポレオンの行動計画の概要が書かれた手紙を奪取した。同盟軍の指揮官たちは3月23日にプジーで作戦会議を開き、最初はナポレオンの計画に従うことにしたが、翌日にはロシア皇帝アレクサンドル1世とプロイセン王フリードリヒ・ヴィルヘルム3世とその顧問が翻意して、フランス軍の弱点であるパリ（当時は無防備であった）への進撃を決定、ナポレオンによる連絡線寸断もやむなしとした。
同盟軍は一直線でパリに向かった。マルモンとモルティエはそれでも抵抗すべくモンマルトルの高地に陣地を構えたが、後にもはや抵抗しても無駄と考えて3月31日に降伏、パリの戦いが終結した。このとき、ナポレオンはまだ近衛兵の残存部隊と少しばかりの分遣隊を率いてオーストリア軍後衛を突き進み、パリのフランス軍と合流すべくフォンテーヌブローに進んでいた。
ナポレオンは無条件退位の発表とフォンテーヌブロー条約への署名を余儀なくされた。彼はエルバ島に追放され、ルイ18世がフランス国王に即位した。フランス王と同盟諸国の代表は5月30日にパリ条約を締結、ここに第六次対仏大同盟戦争が正式に終結した。しかし、この時点ではナポレオンは完全に失脚していなかったことが、後日明らかになる。